# 아스테라시스
주식회사 아스테라시스(영어: ASTERASYS)는 대한민국의 미용 의료기기 기업이다.

## 역사
2015년 대한바이오메디컬(대한과학의 의료기기사업부 분사)로 출범해 2018년에 현재의 사명으로 변경하였다.

## 제품
HIFU 리프팅 기기 '리프테라', 고주파(RF) 리프팅 장비 '쿨페이즈